# 자라 헤켄
자라 슈테파니 헤켄(독일어: Sarah Stefanie Hecken, 1993년 8월 27일~)은 독일의 피겨스케이팅 선수이다.

## 경력
1993년 만하임에서 태어났으며 18개월 부터 스케이트를 하기 시작했으며 3세 때인 1996년에 피겨스케이팅에 입문했다. 1997년에는 서독 국가대표 출신인 페터 슈치파의 지도를 받았다.
2008년, 2009년, 2010년 독일 피겨스케이팅 선수권 대회에서 3회 연속으로 우승했으며 2009년 트리글라브 트로피에서 우승을 차지했다. 2010년 밴쿠버에서 열린 2010년 동계 올림픽에 독일 국가대표로 참가했으며 18위를 기록했으며, 2015년 12월에 현역에서 은퇴했다.